# 舊長型大廈

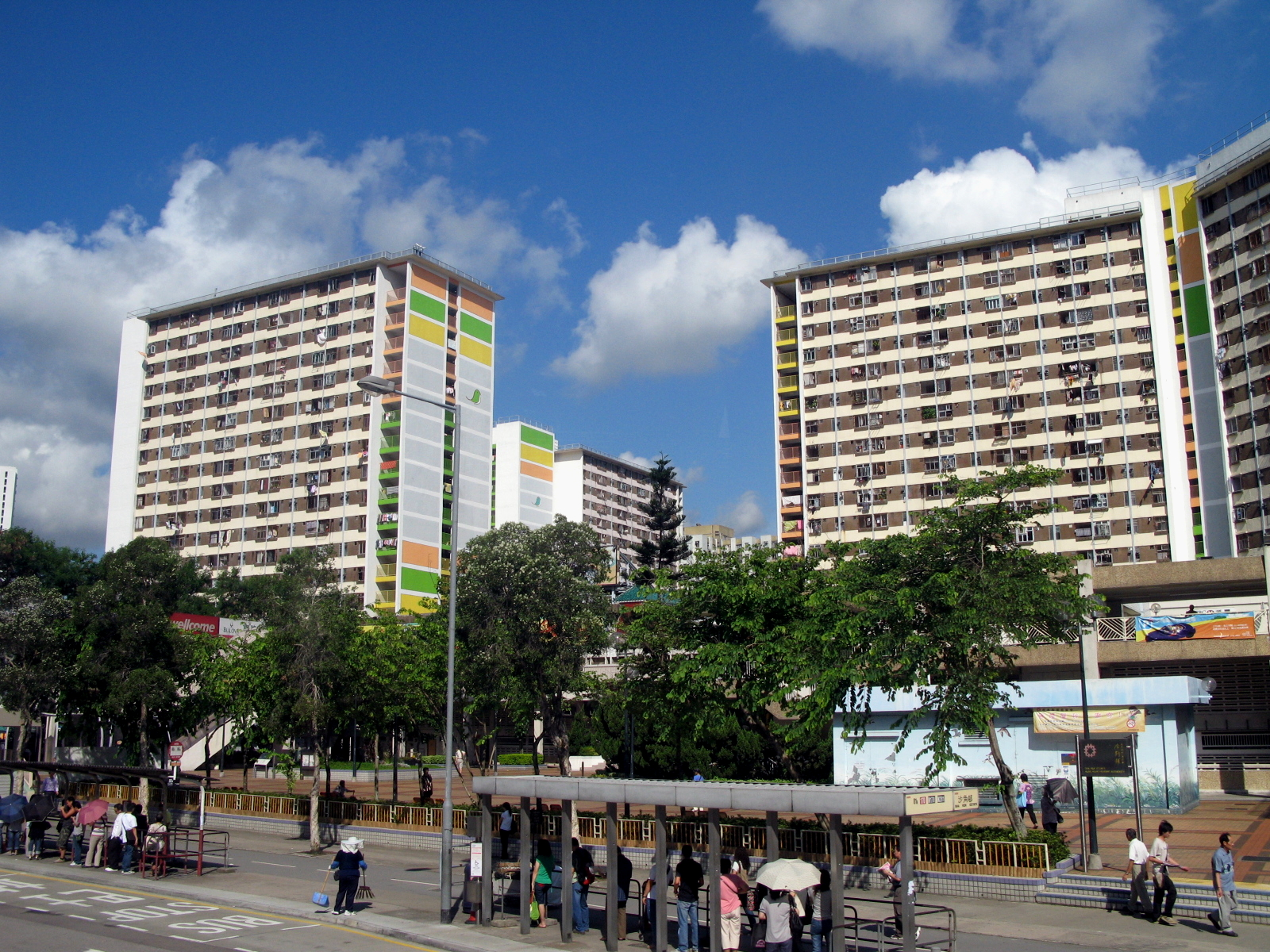
沙角邨舊長型大廈

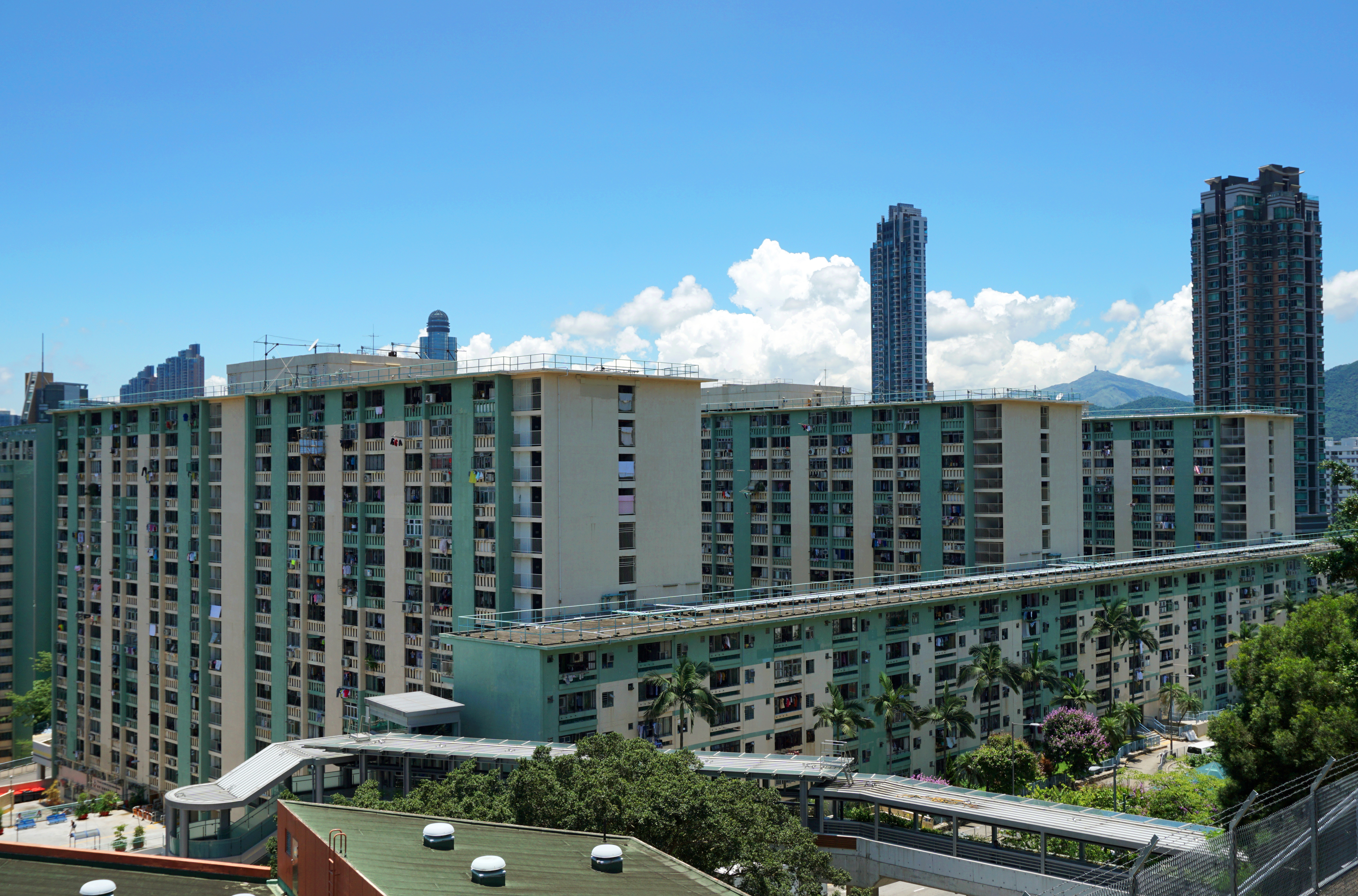
愛民邨舊長型大廈

舊長型大廈（英語：Old slab），又稱舊式長型及長型大廈（Slab block），是香港公共屋邨大廈類型的一種，遍布全港各區。實際上並不是指單一類別或設計的大廈，而是香港房屋委員會（房委會）用來泛指早期興建的各類長形大廈，因此大廈設計、外貌、單位大小及佈局均各有不同。

## 簡介
長型大廈是房委會下所有長型大廈的總類。1973年，屋宇建設委員會重組為房委會後，接收了17個政府廉租屋、屋建會的10個廉租屋邨（以上劃入甲類屋邨）和所有徙置大廈（乙類屋邨），這些屋邨當中有多類大廈，為方便管理，房委會將其中「甲類屋邨」中長條狀的大廈統稱為「長型大廈」。在「新長型大廈」及「相連長型大廈」設計完成後，就返稱為「舊長型大廈」。
實際上稱為長型的大廈，包括了屋宇建設委員會興建的樓宇、計劃中稱為「第七型徙置大廈」的長型出租公屋（政府廉租屋與徙置區共用樓宇設計）、新型政府廉租屋大廈及房委會興建的長型。第七型徙置大廈早在房委會成立前已完成設計及動工興建，但因這些大廈在房委會成立之後才落成，當時已無分「徙置區」或「政府廉租屋」，房委會便把其統稱「長型大廈」。
長型大廈例子有葵涌葵盛西邨（1975-77年落成）、沙田新翠邨新儀樓（1983年落成）、上水彩園邨彩珠樓（1982年落成）、觀塘和樂邨長安樓（1962年落成），以及提供最多單位的沙田新翠邨新芳樓（1983年落成）以及青衣長康邨康貴樓與康和樓。而現存最早的舊長型大廈位於模範邨民順樓與民景樓，於1952年建成，樓齡已超過70年。1983年因應機電安全法例修改細部設計，增設煤氣熱水爐通風口而不採用三相電，1984年落成的葵涌大窩口邨富強樓、1985年的葵涌石籬邨石寧樓、黃大仙竹園南邨華園樓、秀園樓、趣園樓皆屬過渡期的設計。最後一座舊長型大廈是1986年3月落成的翠屏邨翠桃樓。
1984年，房委會重新設計，立面改為後現代主義的平滑馬賽克飾面，圖則及單位面積等亦得到重新規劃，是為「新長型大廈」。與其他類型一樣，長型大廈曾大量採用插筒式晾衣裝置（俗稱「三支竹晾衣架」）的設備，後來陸續改配以拉繩式晾衣架。
現今已有部份採用23平方米單位設計的舊長型大廈以租者置其屋計劃下售出。

## 大廈及單位設計
舊長型大廈包括新型政府廉租屋大廈（已全數拆卸）、屋宇建設委員會興建的長型大廈、第七型徙置大廈及房委會興建的長型，而單位及大廈設計可分為如下：

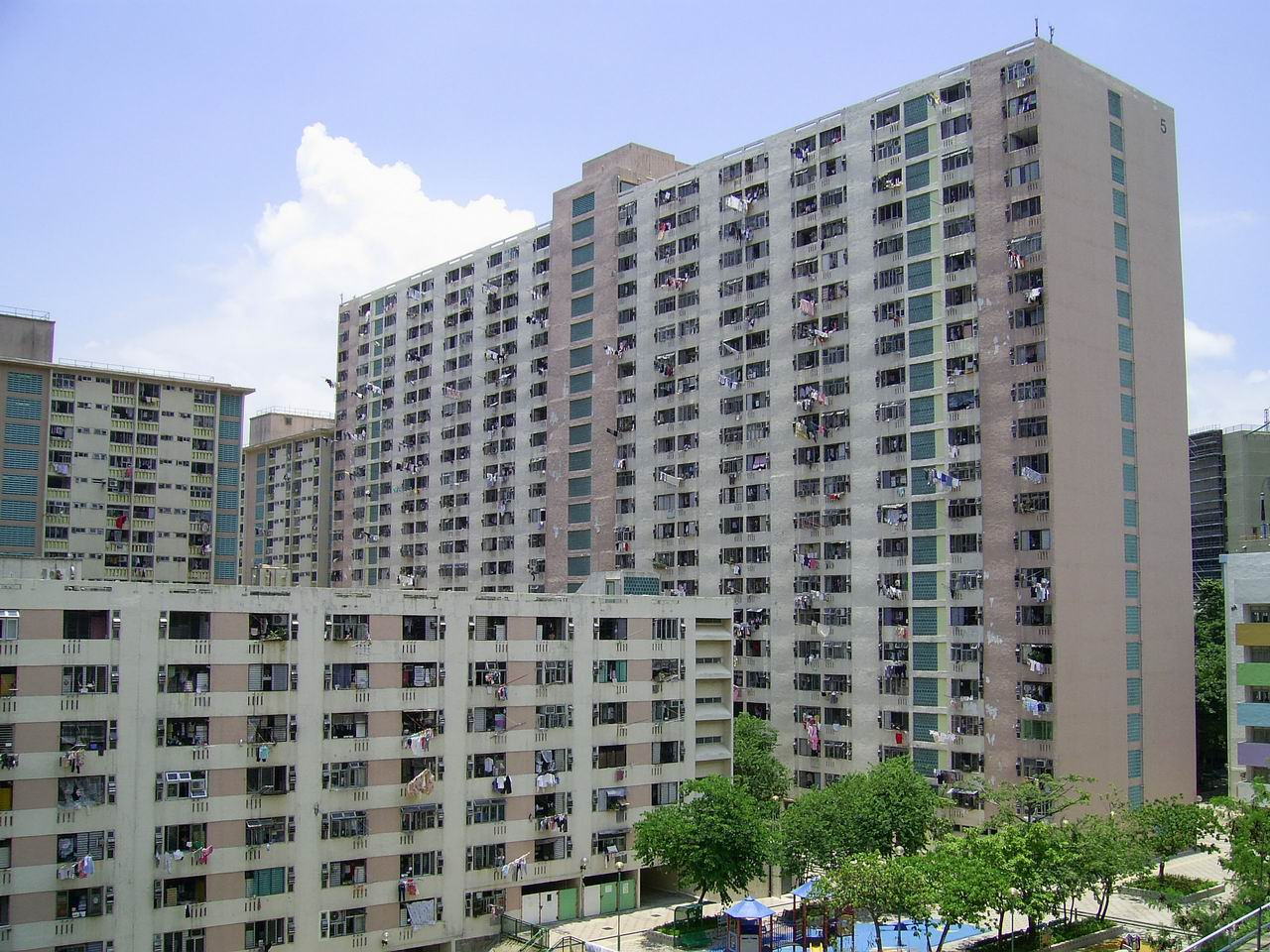
梨木樹邨第5及第6座，分別為採用第一款及第二款單位設計的第七型徙置大廈

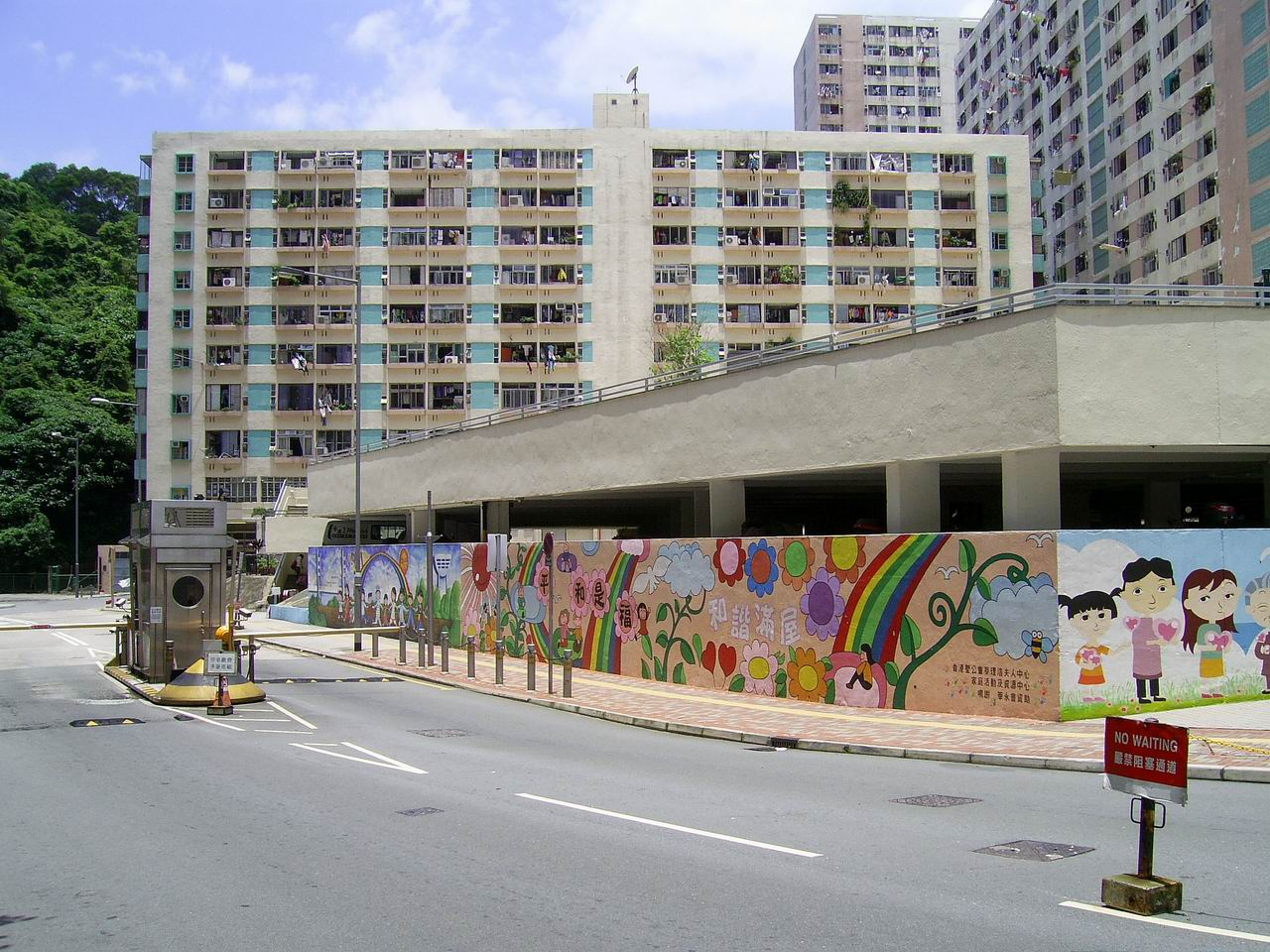
梨木樹（二）邨第1座（2008年7月）

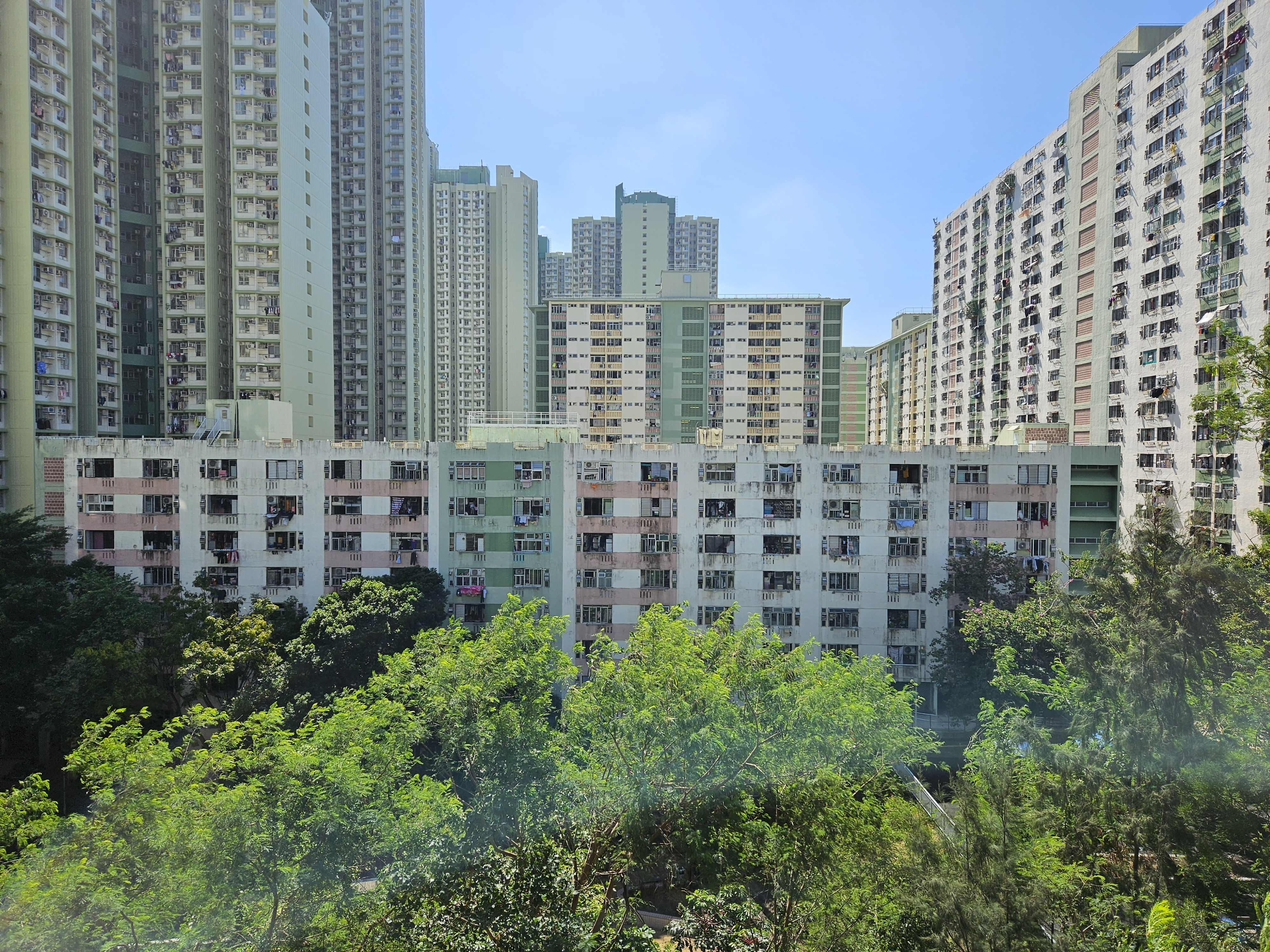
梨木樹（二）邨第6座（2023年11月）

### 第七型徙置大廈
第七型大廈由前工務司署及徙置事務處設計，並由工務司署代建，以新型政府廉租屋大廈為藍本。大廈多為長條型設計，絕大多數大廈於走廊末端通風口及大廈的中央電梯大堂及樓梯位置均設有通花磚裝飾。由於本來用作徙置區或廉租屋，因此不少大廈均互相相連，例如荔景邨日景樓、明景樓及石硤尾邨21-24座等屋邨。小部份大廈於走廊末端位置設有突出的樓梯，設計類似於新型政府廉租屋大廈，可於兩端都設置樓梯或只於其中一端設置，例子有瀝源邨榮瑞樓、祿泉樓及石硤尾邨19座。另外，部份大廈會於大廈中段或末端兩個單位後加設樓梯，而樓梯對面的空間則劃分予相鄰的單位，令該兩個單位附設「孭仔房」，單位面積可達51平方米，其中一個單位更設兩個露台，例子有荔景邨日景樓、梨木樹邨第3座及第5座。
第七型大廈設計極具彈性，可輕易依照地形限制而作出修改，例如將升降機大堂及樓梯改設於大廈末端及因應地勢而減少每層單位數量，例子有興華邨的豐興樓及裕興樓及葵盛西邨第9座，兩邨各座大廈均因應陡峭的山坡而作出特別設計。第七型大廈普遍樓高12至23層，但部份大廈可高達29層，例如23層高的梨木樹邨第3座及29層高的興華邨和興樓。多數大廈一層設有40個單位，亦有部份大廈設有多達60伙，例如漁灣邨漁順樓。大部分採用第一款及第二款單位設計的大廈的電梯大堂均沿用了第六型徙置大廈或新型廉租屋大廈的設計，而升降機數目可因應大廈設計及高度、伙數等因素作出修改。另外，所有採用第一款及第二款設計的大廈均延續新型廉租屋大廈於正門入口或垃圾房旁鋪設麻花石牆裝飾的設計，為此款大廈的一大設計特色。
第七型大廈單位的佈局與下述各款單位類似，大致可分為三款設計。第一及第二款單位的大門均設於單位邊緣，而第三款單位的大門改設於單位中間。三款大廈均同期興建，亦有屋邨同時建有三款設計的第七型大廈。第一款及第二款設計單位於露台下方設有四條通風開口，為此款大廈的最大特徵，而美東邨美東樓及白田邨第12、13座則使用一字形的開口（而此三座也是全港首三座竣工之同型大廈，分別於1974年7月及1975年2月落成，其中美東邨美東樓為全港首座），而第三款設計則只設兩條開口，並於露台外設有花槽。第七型大廈單位的面積非常多元化，從2人家庭的22平方米以至逾50平方米的6人單位均有提供，而同一大廈每翼走廊兩邊單位的深度亦可有分別，以提供更多類型的單位。因為其極具設計彈性，因此絕大多數第七型大廈均為因地制宜設計，各款大廈及單位設計可謂數之不盡，但除了少部份特別設計的單位如部份大廈的大型單位外，大多數單位的分別僅在於起居室深度，基本布局均基於下列三款設計而成。另外，石硤尾邨第24座為全港最後一座落成的同類大廈，於1982年落成。

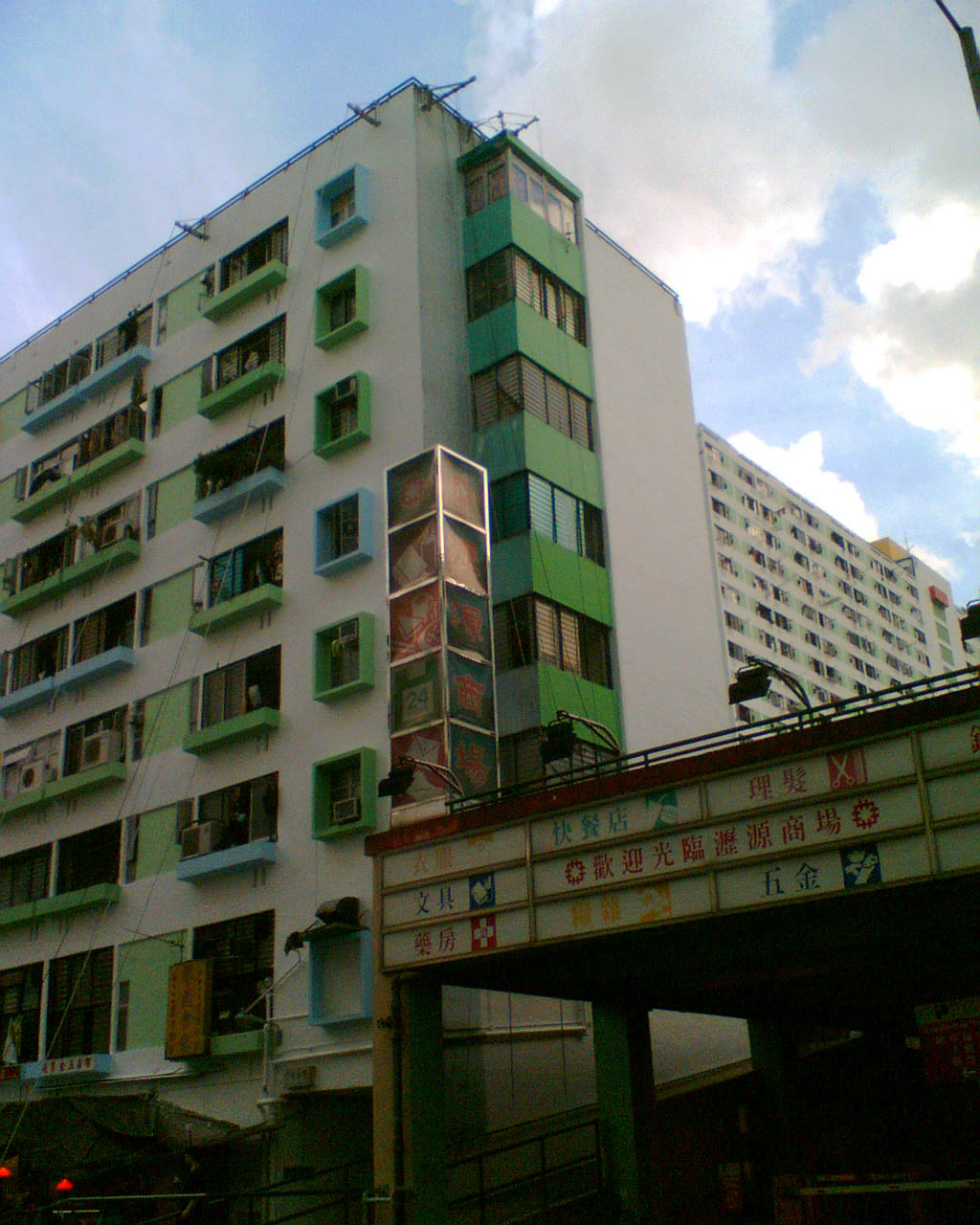
瀝源邨富裕樓，為採用第三款單位設計的第七型徙置大廈，可見翼尾大型單位設有兩個露台

#### 第一款設計
此款單位的廁所及廚房均設於露台旁並互相相鄰，兩者的門口均設於露台內，需經過呈正方形的露台進入。洗手盤設於廁所内，廁所亦不設連接廚房的窗戶，而廚房灶台位置則設有對外窗戶及抽氣扇安裝位置，露台窗戶緊貼其中一邊的相鄰單位，例子有石硤尾邨21-24座及葵盛西邨第8座。

#### 第二款設計
此款單位採用類似大十字型大廈及第四型徙置大廈單位的設計，不設獨立廚房，起居室需經連接煮食區的鐵門進出呈扁長方形的露台及廁所，露台窗戶與左右相鄰單位之間的距離亦較闊，例子有梨木樹邨第2座及荔景邨風景樓。

#### 第三款設計
除了上述兩款較常見的設計外，亦有另一款較矮且採用單向設計的第七型大廈。此款大廈標準樓高為7層（10層高的梨木樹邨1座例外），沒有限制每層單位數目，少至葵盛西邨2座的8伙，多至大興邨興偉樓的47伙。此款大廈本來不設升降機，直至2010年開始房委會才加建升降機塔方便居民上落。除順安邨安群樓外，其他採用此款大廈設計的單位均採用第三款單位設計，廚房改爲面向走廊，廁所亦設有對外窗戶。此款設計的標準單位面積約為30平方米，但亦有可能於大廈中段設附有俗稱「孭仔房」的大型單位。同時，大廈於走廊末端設有47平方米的大型單位，該等單位更設有兩個大露台，為云云公屋中極爲罕見的。此款大廈只能於大興邨、順安邨、梨木樹邨、瀝源邨和葵盛西邨找到。
除上述三款較標準的單位設計外，尚有一款源自新型廉租屋大廈及第五型徙置大廈的單位設計。該款單位佈局與第一款設計相似，皆為廁所與廚房相鄰，但兩者的面積比第一款設計為縮小，廚房則改為類似第二款設計的半開放式煮食區，並需經露台進入，而露台的面積亦有所增加，因此單位起居室面積比同尺寸單位有所減少，而此款單位的窗戶面積亦有所加大，部份甚至延伸至煮食區，令窗戶延伸至整個單位的闊度，從而提高採光度。目前，只有興華二邨各座大廈的部份樓層仍然擁有此款設計的單位。

### 屋建會時期長型大廈／採用屋建會時期設計的房委會舊長型大廈

#### 七層大廈
顧名思義，七層大廈連地下樓高共7層，大廈外型分別呈長條型（和樂邨同款大廈）及L型（福來邨同款大廈）。七層大廈原先不設升降機，直到2010至2012年間，房委會為所有七層大廈加建升降機。
單位設計方面，七層大廈的單位設有一個其中一側並沒有圍封的露台，露台須穿過廚房才能到達，而廁所的門口亦設於露台內。起居室方面，除了大門兩旁設有向走廊的氣窗外，亦設有一組向戶外的窗戶。
七層大廈的單位分為兩種面積，兩款單位的室內樓面面積分別為約24平方米及約30.2平方米，分別設於走廊兩側。兩者除起居室的深度之外，設計完全相同。
只有和樂邨建安樓、泰安樓、平安樓、義安樓、長安樓、興安樓、富安樓及民安樓，以及福來邨永寧樓、永興樓、永昌樓、永定樓及永隆樓採用七層大廈設計。相對於同一屋邨其他較多樓層數的長型大廈，七層大廈又稱「低座」，而其他較多樓層數的長型大廈則又稱「高座」。值得注意的是，上述的7層高第七型徙置大廈及彩虹邨金碧樓、金華樓及金漢樓等7層大廈雖然同為7層高的低座大廈，但並不歸類為七層大廈。

#### 與雙塔式大廈A型單位相近的單位

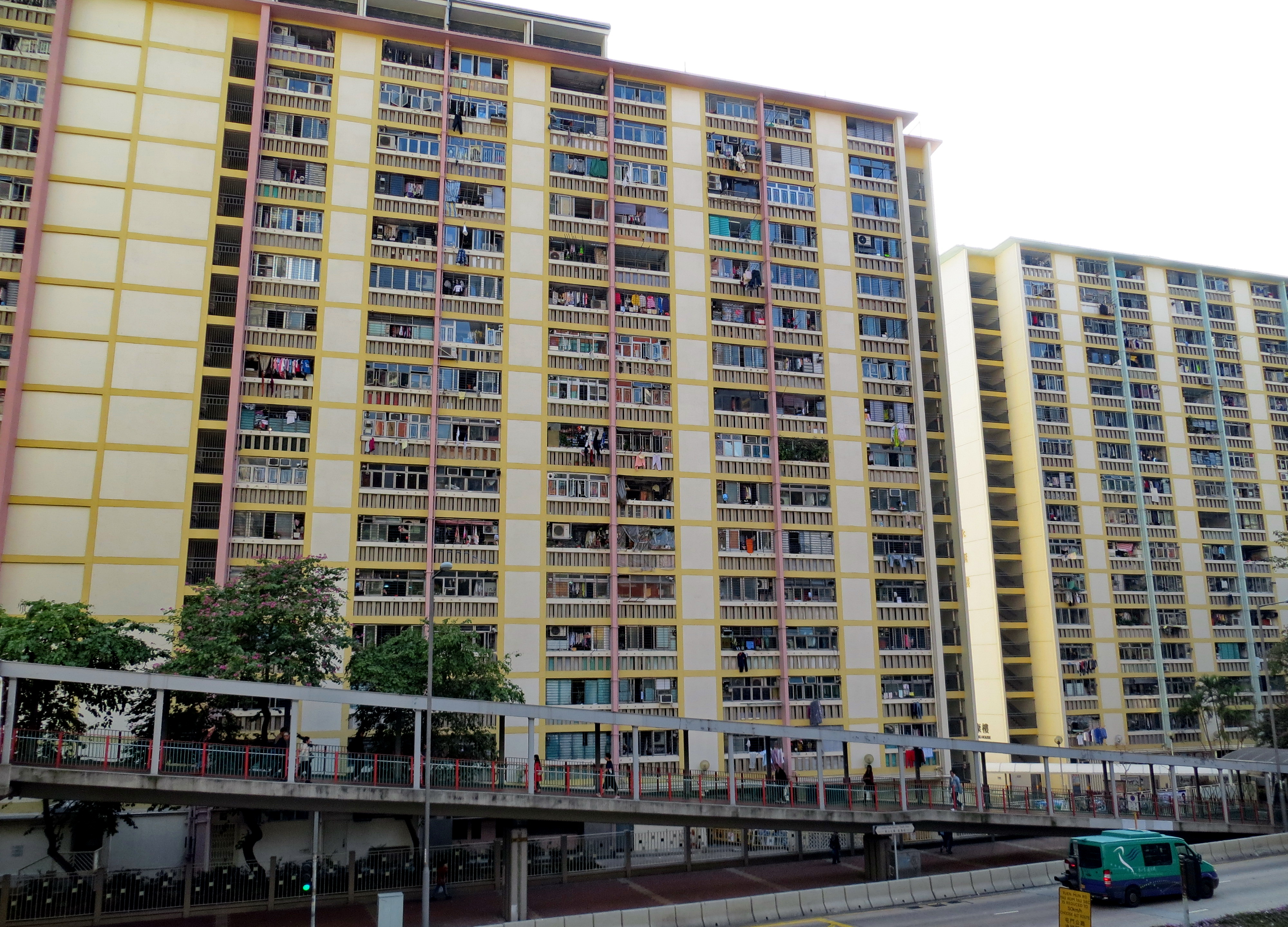
福來邨永樂樓及永康樓，為其中兩座採用了與雙塔式大廈A型單位格局相近的單位設計的長型大廈。

大部份於1960年代下旬或以後由屋宇建設委員會興建的長型大廈，採用了與雙塔式大廈A型單位格局相近的單位設計，但部分單位廚房門口改為面向大門。此款大廈設有兩部升降機，而電梯大堂及樓梯對出位置於部分樓層亦設有兩個單位。此款大廈的單位面積約為26.38平方米（南山邨）至33.1平方米（愛民邨）不等。
馬頭圍邨為第一條採用此款單位設計的屋邨。單位佈局與雙塔式大廈A型單位相近，但露台通風條與其它大廈有所區別及其露台面積有所縮小。同時，大廈的整體設計亦與其它同型單位的大廈有異，較爲近似於徙置大廈的設計，多數大廈均相連及互通。
此外，採用這款單位的舊長型大廈還包括華富（一）邨、和樂邨新安樓、居安樓及恆安樓，以及福來邨永嘉樓、永康樓、永泰樓及永樂樓。
其中愛民邨昭民樓、頌民樓、建民樓、禮民樓及保民樓在房委會成立前興建，並在該會成立之後才落成。而南山邨南樂樓、南安樓及南偉樓以及富山邨富仁樓及富信樓，雖經已由房委會規劃及設計，但亦採用了這款規格的單位設計。現時這款單位大多編配予3-4人家庭。
另外，全港首批採用這款單位的舊長型大廈包括福來邨永嘉樓、永康樓、永泰樓及永樂樓，於1964年落成，而全港最後落成的一批包括富山邨富仁樓及富信樓，於1978年落成。

#### 約54平方米單位

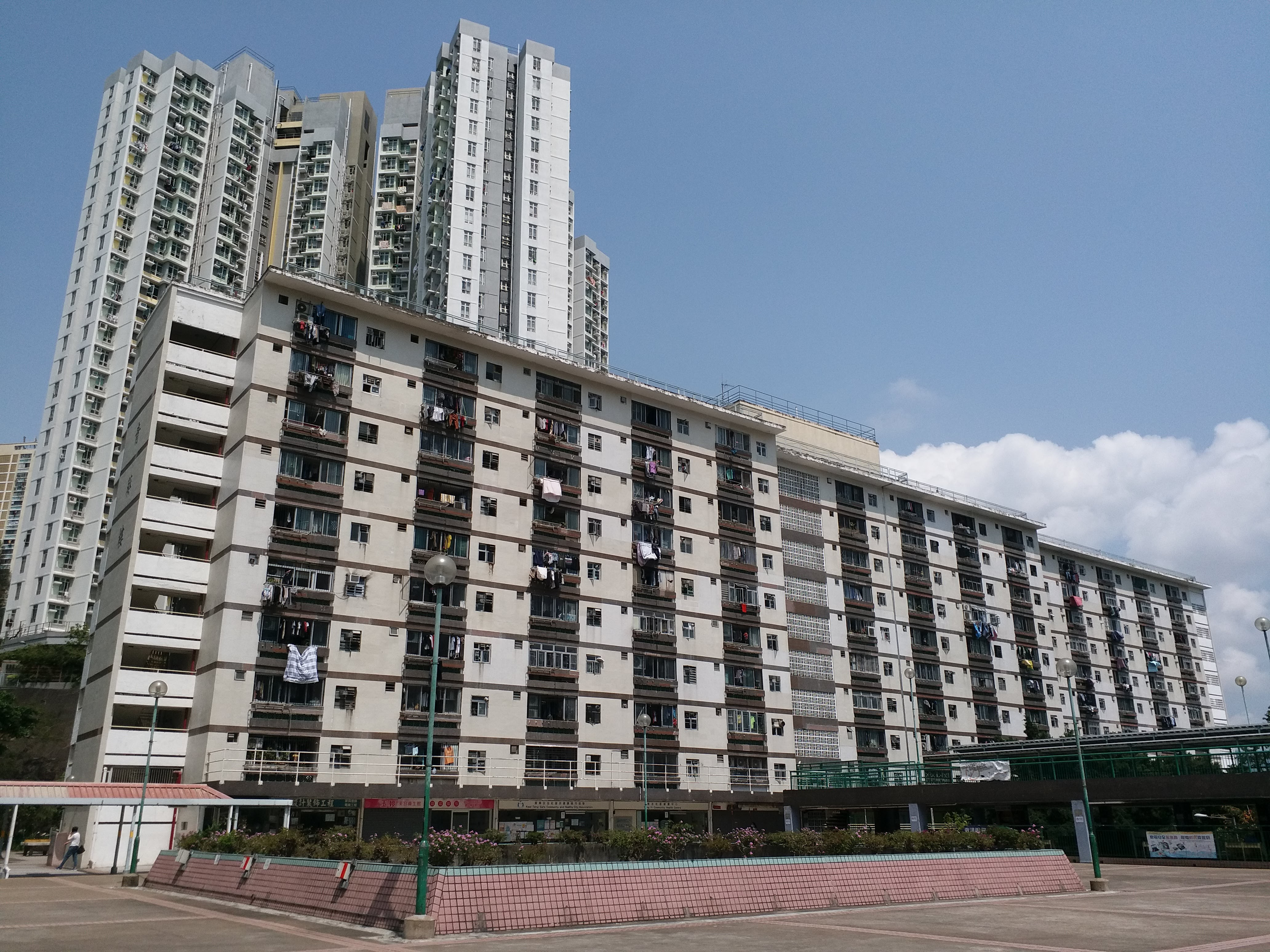
長青邨青葵樓其中一座採用了約54平方米單位設計的長型大廈

這款單位的室內面積約為54平方米，向走廊的氣窗設於大門兩旁，大門右邊更設有兩間固定睡房。廚房及廁所分別設於露台兩側，兩者的窗戶均對向戶外，廁所更設有淋浴位置。這些設計在單位所落成時的年代而言，均屬罕見。
大廈外型方面，所有採用這款單位的舊長型大廈均使用單方向設計，大廈各住宅樓層只的走廊只有其中一方設有單位，另一方則設有對向戶外的開放式走廊，此款大廈亦與相連長型大廈及特別設計工字型大廈為僅有三款房屋署允許於面向走廊的窗戶安裝冷氣機的出租公屋大廈。
這款單位設計首度出現於愛民邨嘉民樓及康民樓，因愛民邨在房委會成立前興建並在房委會成立之後才落成，因此估計這款單位屬屋建會時期的設計，而其後由房委會規劃及興建的長青邨青葵樓、麗瑤邨華瑤樓及象山邨翠山樓亦採用這款單位設計。現時這款單位大多編配予5-9人家庭。

#### 其他設計
現存最早落成的屋建會屋邨西環邨的大廈採用單向式設計，多數單位採用第三型徙置大廈開始大量興建的標準單位佈局，但於面向走廊的大門兩邊的起居室空間設有獨立廁所及廚房。另外，西苑臺亦設有特別設計的7人單位，北苑臺則設有面積約48平方米並附有獨立睡房空間的單位，而東苑臺兩翼末端亦設有附有「孭仔房」的特大單位，面積可達56.32平方米。
彩虹邨採用了類似第七型大廈的單位設計，廚廁均並排於露台旁，洗手盆設於露台，但廁所設有採光小窗通往廚房，後來由房委會興建的約27平方米舊長型大廈單位亦沿用了這款廚廁設計。高座大廈設有24.1平方米的4人單位及30.6平方米的6人單位，低座大廈則設有佈局相若，但面積達40平方米以上的8人至12人單位，露台通風開口設計亦有分別。
富山邨富禮樓採用了特別設計的小型單位，單位可用面積劃一為15平方米，整體面積較家庭式單位大大縮小，連接露台的百葉窗僅剩一排的闊度。單位亦不設獨立廚房，僅在經縮短的廁所後方設有小型煮食區，面積與多層中轉房屋1人單位的廚房相若，僅能容納單爐頭煮食爐。

### 房委會時期舊長型大廈
房委會興建的舊長型大廈是依照香港屋宇建設委員會的與雙塔式大廈A型單位相近的單位的設計改良而成，而大廈及單位設計則分為：

#### 約23平方米單位

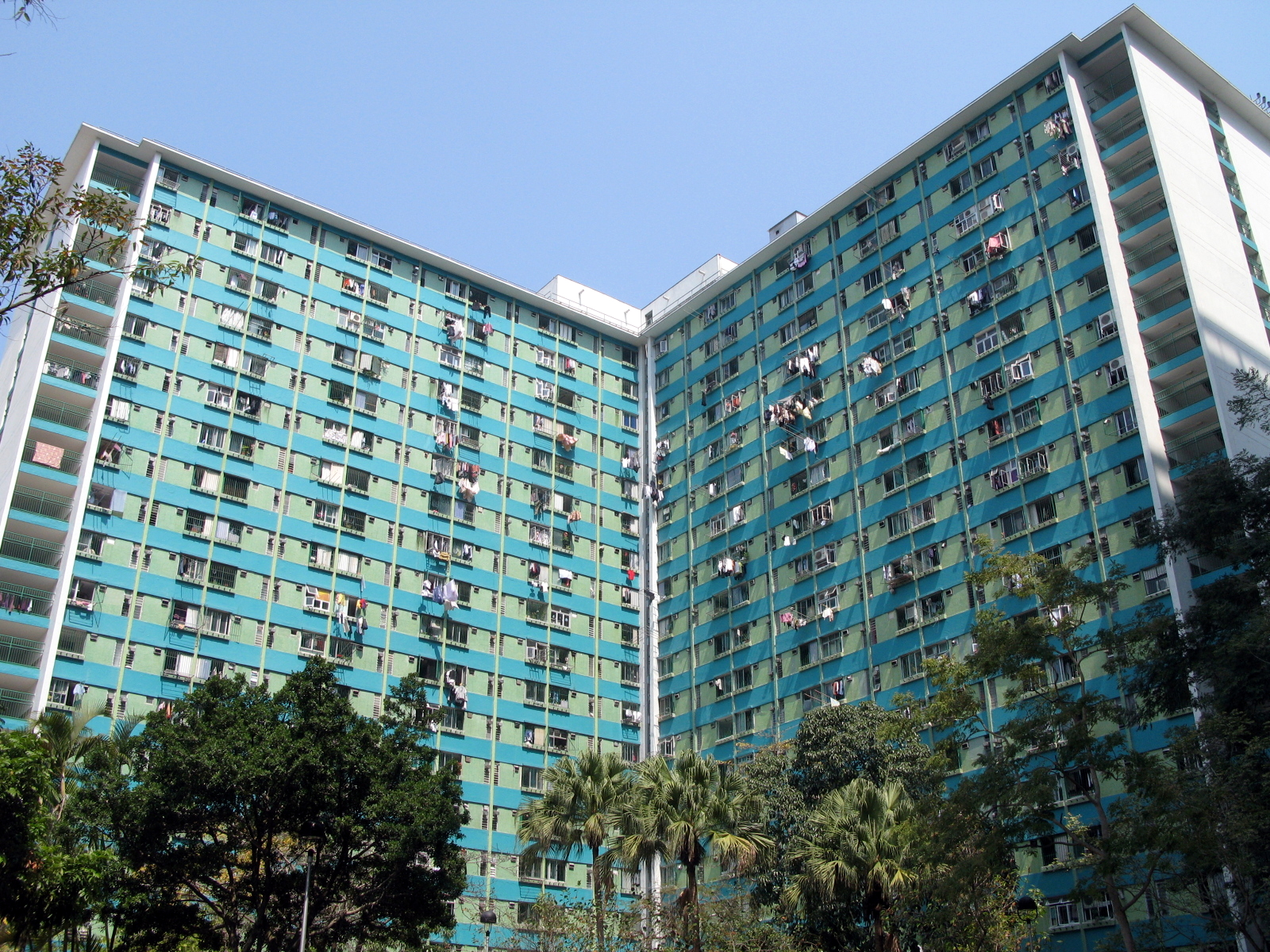
美林邨美楊樓為其中一座採用約23平方米單位設計的舊長型大廈

這款單位的室內面積約為23平方米（實用面積約為277呎），採用露台連廚房設計，露台開口下方不設通風條，而露台連廚房開口旁邊上方設有通風口，供廚房的抽氣扇或抽油煙機的排氣管使用；而廁所則設於露台連廚房旁邊，並設有向室外的百葉窗，大多同款單位的廁所門對向起居室，只有部份同款單位單位的廁所門設於露台內（如：李鄭屋邨信義樓）。現時這款A型單位大多編配予2人家庭。採用這款A型單位的舊長型大廈包括彩園邨彩屏樓、沙角邨沙燕樓、東頭邨康東樓及啟業邨啟裕樓等。
這款單位另設有一款格局相同但面積較少版本（又稱B型單位），B型單位的室內面積約為18平方米（實用面積約為231呎），分別在於B型單位的起居室深度及闊度較淺。小部份使用約23平方米單位設計的舊長型大廈，會在大廈其中一邊走廊末端（樓梯對面）設有一個B型單位（可以是興建時已經設有，亦可以是後期加建這個單位）。而現時這款B型單位大多編配予1人家庭。興建時設有這款B型單位的舊長型大廈包括祥華邨祥禮樓、廣福邨廣惠樓及石籬（一）邨石寧樓等，後期加建這款B型單位的舊長型大廈包括廣福邨廣仁樓，麗閣邨麗芙樓等。
有部份採用這款單位的舊長型大廈的單位，採用了較後期設計，露台連廚房的開口較早期設計的闊，並由原先的裝上鐵欄柵改為裝上鐵窗（部份已翻新單位則改裝為鋁窗），原先位於露台連廚房開口旁邊上方的通風口則取消，改為所廁所外牆身身設有熱水爐通風口，單位立面外觀與採用後期設計的Y1型大廈的相似。採用了這款單位較後期設計的舊長型大廈包括翠屏北邨翠桃樓及竹園南邨華園樓、秀園樓及趣園樓。其中，翠屏北邨翠桃樓的廁所窗更改用了平開窗設計。值得一提，長貴邨部分鄉村式設計大廈採用了此款單位較後期的設計，大廈均採用開放式走廊設計，而廁所窗及面向走廊的氣窗亦有所加大。
全港首座這款單位設計的舊長型大廈為南山邨南堯樓，於1978年11月落成，而翠屏北邨翠桃樓除了是這款單位設計的最後一座，也是全港最後一座廣義舊長型大廈。
另外，有部份採用這款單位的舊長型大廈已透過租者置其屋計劃出售，為眾多款式的舊長型大廈單位中，唯一出售的款式。

#### 約27平方米單位

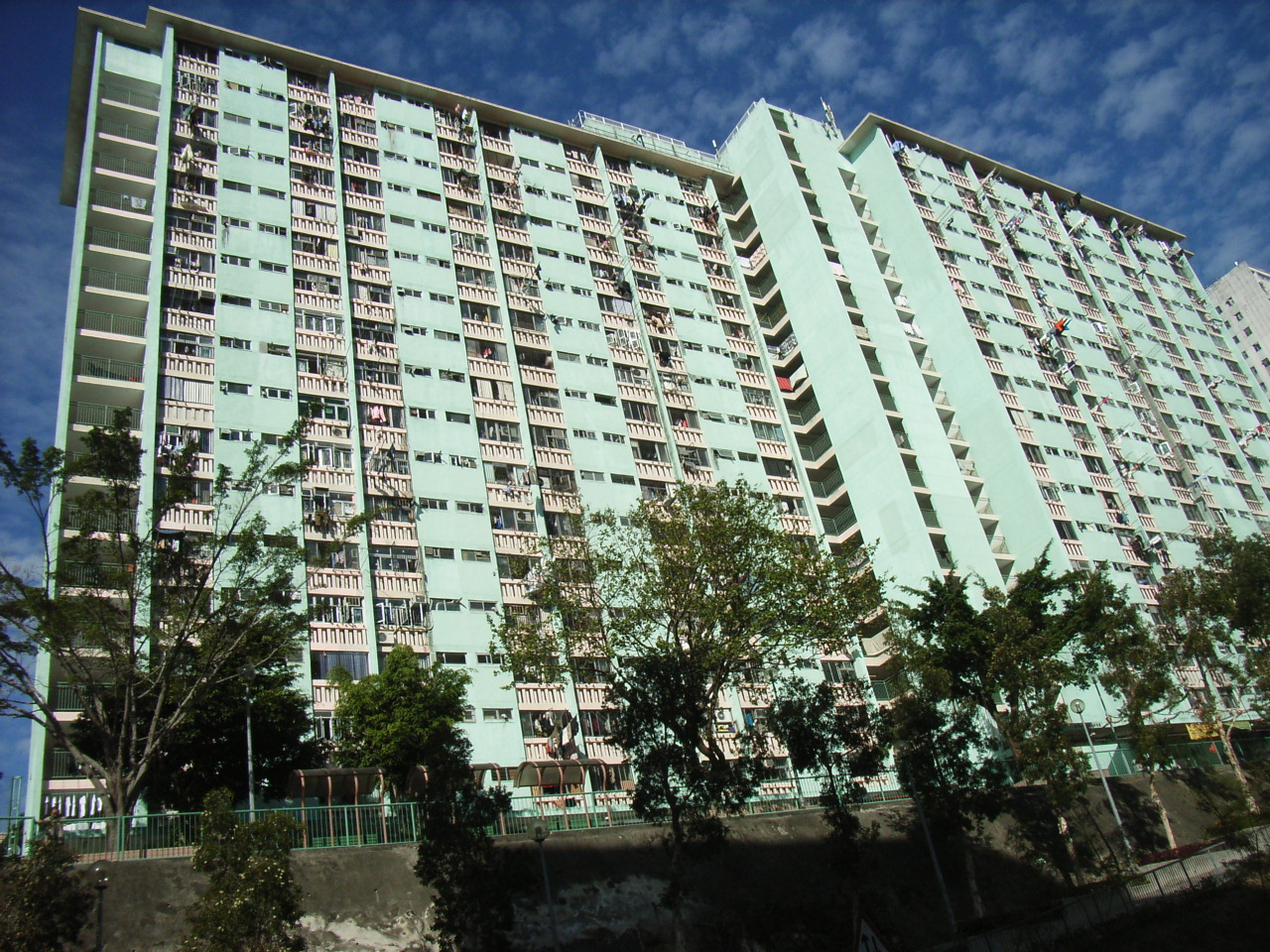
鴨脷洲邨利寧樓為其中一座採用約27平方米單位設計的舊長型大廈，亦是全港最後一座這款單位設計的舊長型大廈

這款單位的室內面積約為27平方米（實用面積約為338呎），主要是起居室較為闊寬，使該處有更多的空間去分間多個房間；單位大門改爲置中，向走廊的氣窗設於大門兩旁，廚房及廁所均設於露台內並互相相鄰，兩者的門口均設於露台內。廁所只設有連接廚房的氣窗，洗手盤及浴室鏡更設於廁所門外旁邊；至於廚房則設有對向戶外的氣窗。而露台開口下方設有通風條，該通風條設計與雙塔式大廈、I型大廈以及其他部份舊長型大廈的單位相似，但多了廚房氣窗。現時這款單位大多編配予3人家庭。
大部份採用這款單位的舊長型大廈於1980年期間落成。全港首座這款單位設計的舊長型大廈為禾輋邨德和樓，於1977年11月落成，而全港最後一批這款單位設計的舊長型大廈為鴨脷洲邨利怡樓及利寧樓，分別於1981年7月及1981年9月落成。而直到這款單位設計的大廈停建之後，如果已規劃好採用該設計但建築及樁基工程仍未展開，最後並需要一律改為興建23平方米單位設計的大廈，其中包括啟業邨（啟賢樓、啟樂樓、啟裕樓）及大窩口邨（富國樓）等。

#### 按大廈外型分類
房委會興建的舊長型大廈存在標準住宅設計，亦可按大廈的外型分為以下類別：
| 型號  | 型號          | 特色 | 例子 |
| ----- | ------------- | --- | --- |
| 連接F | 「L」字型版本 | 外觀呈「L」字型，其中一翼呈90度擺動設計                                                                       | 澤安邨富澤樓 李鄭屋邨信義樓及和平樓 東頭邨康東樓 美林邨美楊樓 博康邨博華樓及博裕樓 沙角邨綠鷺樓、漁鷹樓及美雁樓 新田圍邨福圍樓及康圍樓 廣福邨廣惠樓 彩園邨彩玉樓 長康邨康泰樓 石籬（一）邨石寧樓 友愛邨愛勇樓 安定邨定祥樓 水邊圍邨碧水樓 |
| 連接F | 「Z」字型版本 | 外觀呈「Z」字型，其中兩翼呈90度擺動設計                                                                       | 環翠邨盛翠樓、美翠樓及蕙翠樓 澤安邨華澤樓 廣福邨廣仁樓 |
| 連接I | 連接I         | 外觀大致呈長條形，但大廈的走廊與大堂並非對稱                                                                  | 鴨脷洲邨利怡樓及利寧樓 麗閣邨麗芙樓、麗菊樓、麗荷樓、麗葵樓及麗蘭樓 南山邨南明樓及南泰樓 禾輋邨德和樓、厚和樓及智和樓 彩園邨彩屏樓及彩麗樓 大窩口邨富貴樓                                                                                 |
| 連接C | 一般版本      | 外觀大致呈長條形，大廈的走廊與大堂對稱                                                                        | 鴨脷洲邨利添樓 澤安邨榮澤樓 石硤尾邨美彩樓 翠屏（北）邨翠桃樓 順利邨利業樓及利溢樓 大元邨泰榮樓 彩園邨彩珠樓 祥華邨祥禮樓及祥頌樓 長青邨青桃樓 石籬（一）邨石秀樓 大窩口邨富國樓及富強樓 水邊圍邨盈水樓及湖水樓                             |
| 連接C | 加長版本      | 設有兩個電梯大堂及樓梯                                                                                        | 環翠邨澤翠樓 南山邨南堯樓 竹園南邨趣園樓 |
| 連接C | 縮短版本      | 電梯大堂沒有樓梯                                                                                              | 彩雲（一）邨景新樓 梨木樹（二）邨竹樹樓、柏樹樓及榕樹樓 |
| 連接D | 連接D         | 外觀呈「V」字型，其中一翼呈120度擺動設計                                                                      | 翠屏（北）邨翠楊樓 |
| 連接E | 連接E         | 其中一翼呈135度擺動設計，呈「V」字型，而大部份的連接E舊長型大廈是由其中兩翼呈135度擺動設計組成，呈「C」字型。 | 大元邨泰民樓及泰德樓 三聖邨豐漁樓及滿漁樓 |

除上述標準設計外，尚有以下屋邨建有較獨特設計的舊長型大廈：
- 大坑東邨東龍樓以及黃大仙下（二）邨龍輝樓及龍光樓是呈「T」字型設計，前者採用23平方米單位設計連B型小型單位，後者採用類似雙塔式大廈A型單位及Y1型大廈單位的設計，而其中黃大仙下（二）邨的外牆設計與Y1型大廈露台式設計相似。
- 樂富邨採用特別設計舊長型，由鍾華楠建築師事務所設計，各座大廈均有其設計特色。大廈設計與商場及平台等設施結合，單位基於23平方米款式及雙塔式大廈A型單位而設計，前者同樣不設獨立廚房，廁所改為經露台出入，後者則格局相同。外牆的通風條則與部份舊式大廈例如雙塔式大廈、I型大廈以及27平方米舊長型設計等相似，但面積更大。當中，宏旭樓、宏樂樓、宏逸樓及宏康樓均採用類似大十字型大廈的下闊上窄設計，而位於樂富廣場上蓋的宏達樓及宏順樓設有出租公屋中罕有的平台單位，前者設有6個平台單位，後者更全座均為平台單位。因宏達樓只有一層住宅樓層共18個單位及兩間餐廳員工宿舍，因此為全港極少數不設大堂及現時唯一不設公眾出入口的出租公屋大廈[9]，居民及訪客須經以平台相連的宏順樓出入，單位信箱亦設於宏順樓電梯大堂。應坊間要求善用公屋資源及提高公屋供應的要求，房屋署已於2018年將宏旭樓及宏樂樓走廊末端的士多房改爲住宅單位，共可提供30個面積為19.94平方米的1-2人單位及23.8平方米的2-3人單位[10]。
- 已拆卸的美東邨美寶樓呈「I」字型設計，其中一邊翼尾設有四個單位望向東頭村道，每層共有19伙。其升降機大堂、其中一條樓梯及垃圾房與主樓以開放式走廊相連。另外，美寶樓亦是全港少數落成時已有升降機直達頂樓的舊長型大廈[11]。
- 環翠邨盛翠樓、美翠樓、蕙翠樓均採用27平方米單位設計，但窗口下方不設通風條，另外澤翠樓則採用特別外牆設計，華廈街方向的外牆設計仿效工字型大廈，而環翠道方向的外牆設計則仿效Y2型大廈。
- 彩園邨彩玉樓翼尾採用與美東邨美寶樓相似的設計，但兩邊均為特別設計，面向彩蒲苑一邊設有4個單位，而面向石湖墟一邊則設有3個單位及垃圾房。

## 相片集

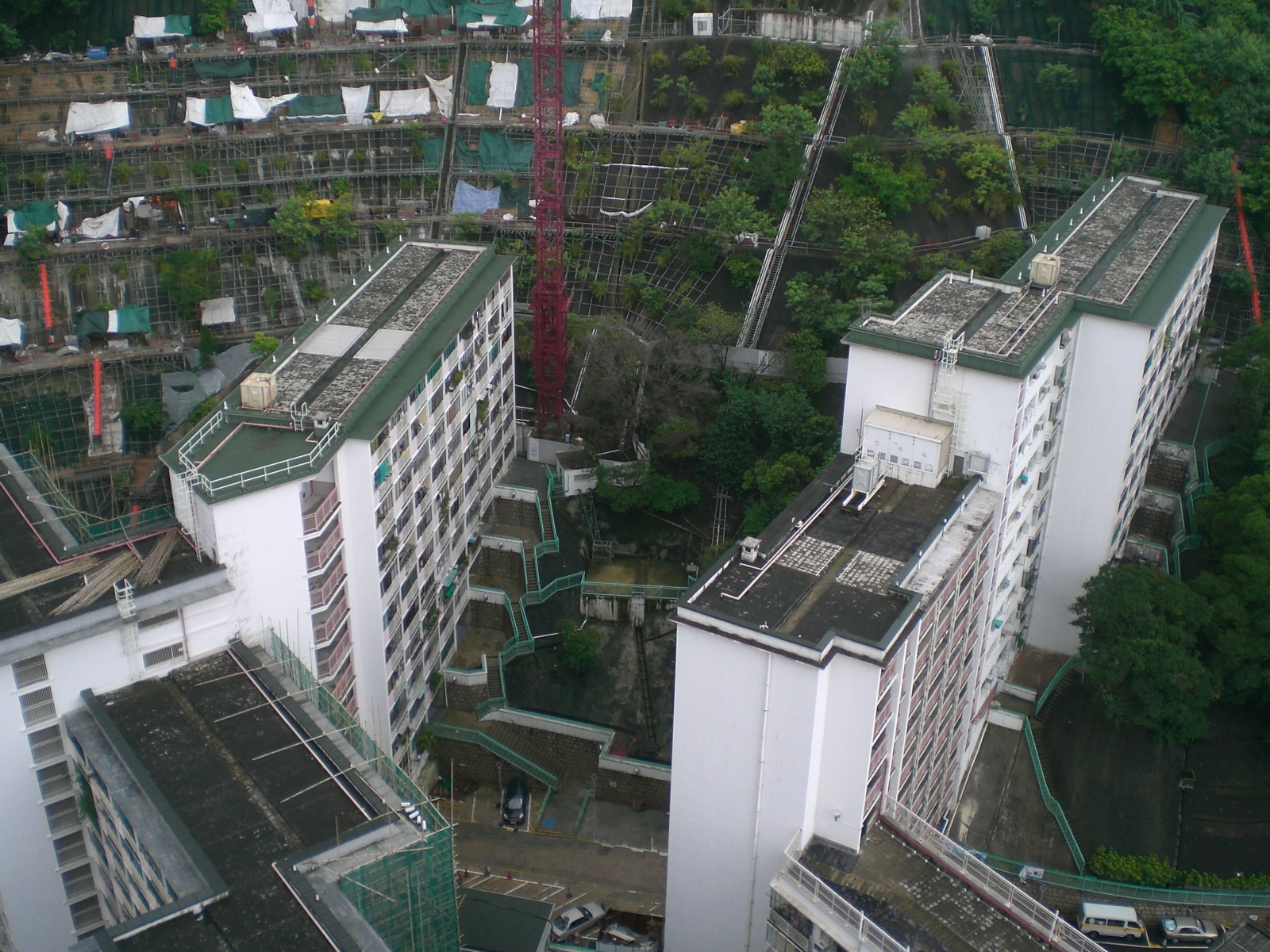
西環邨的長型大廈
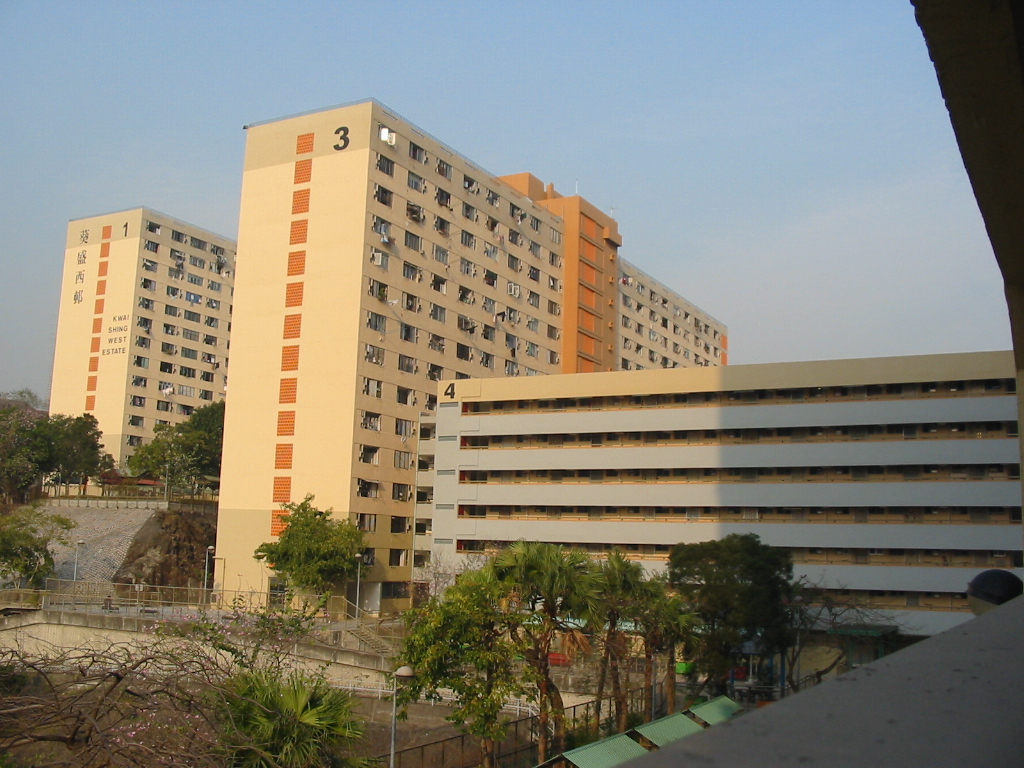
葵盛西邨的「第七型徙置大廈」，房委會統稱為「長型」，圖中集齊了兩款第七型大廈的標準設計
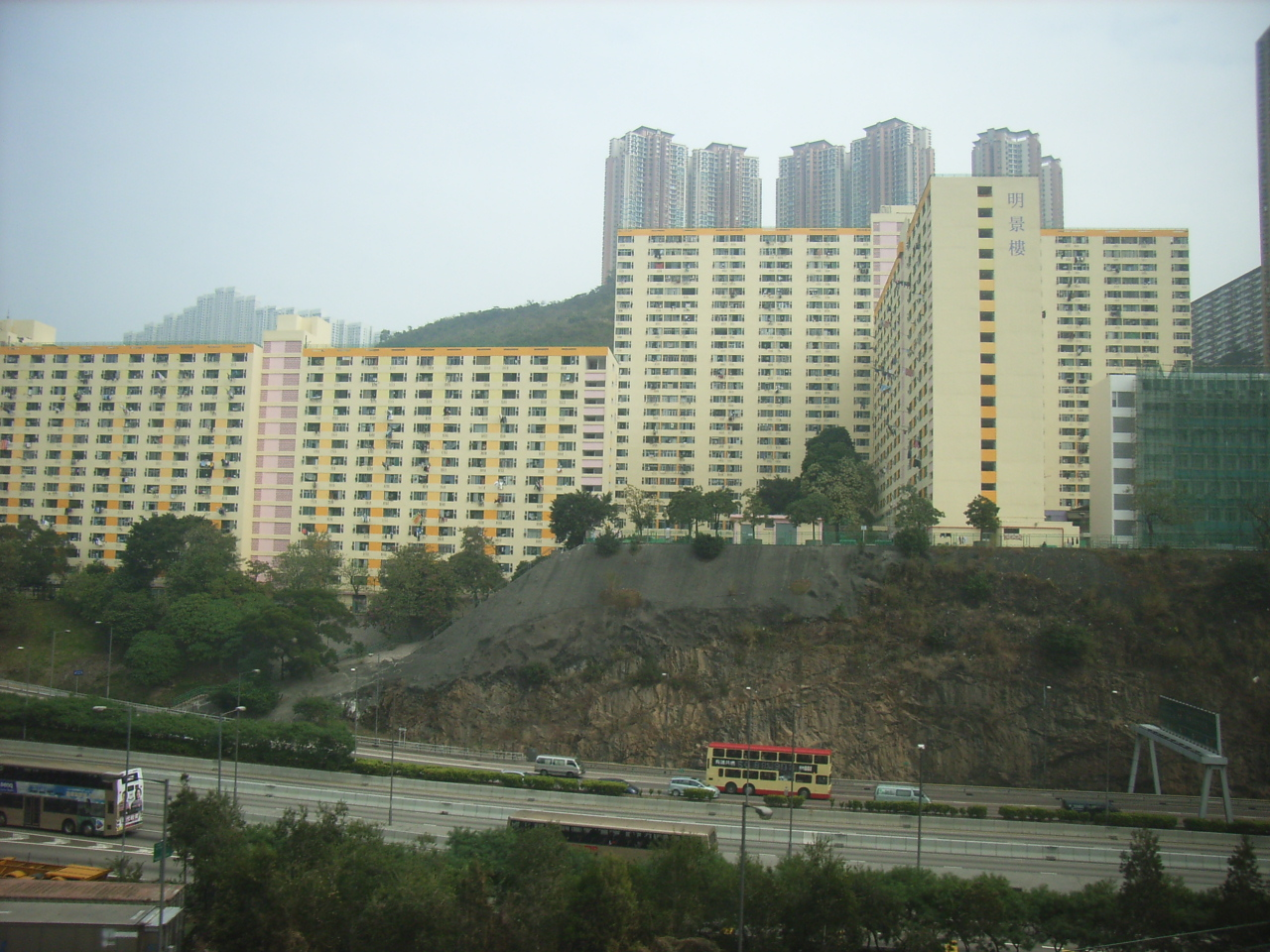
荔景邨的「第七型徙置大廈」，房委會統稱為「長型」
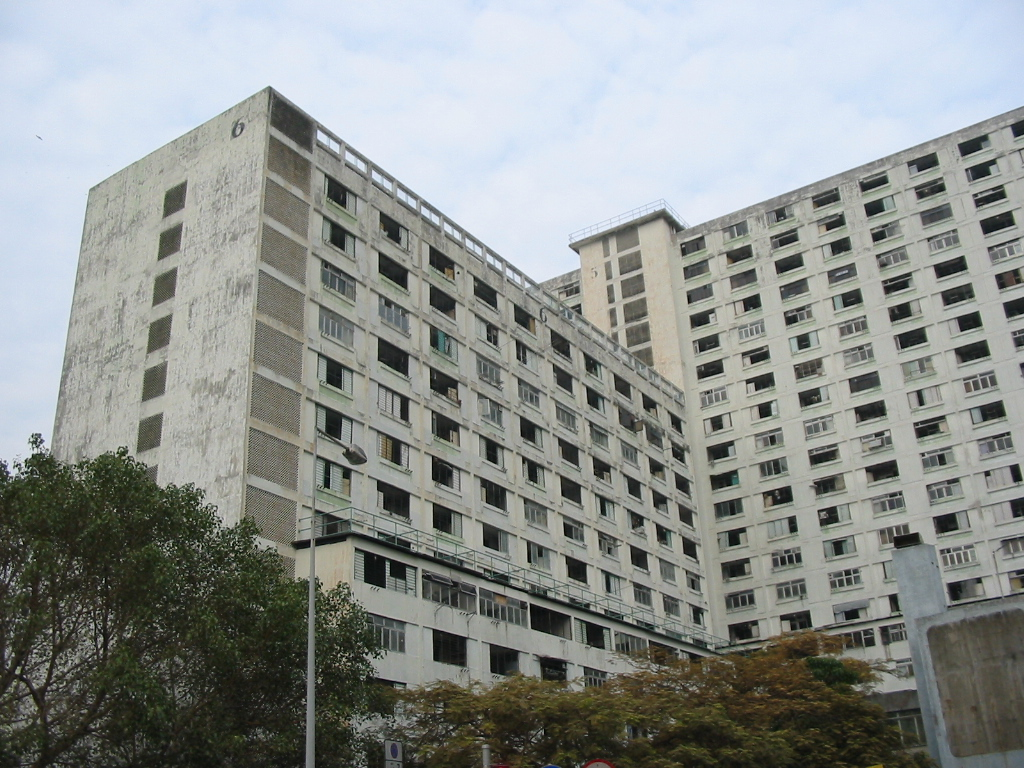
黃竹坑邨的新型政府廉租屋大廈，房委會統稱為「長型」
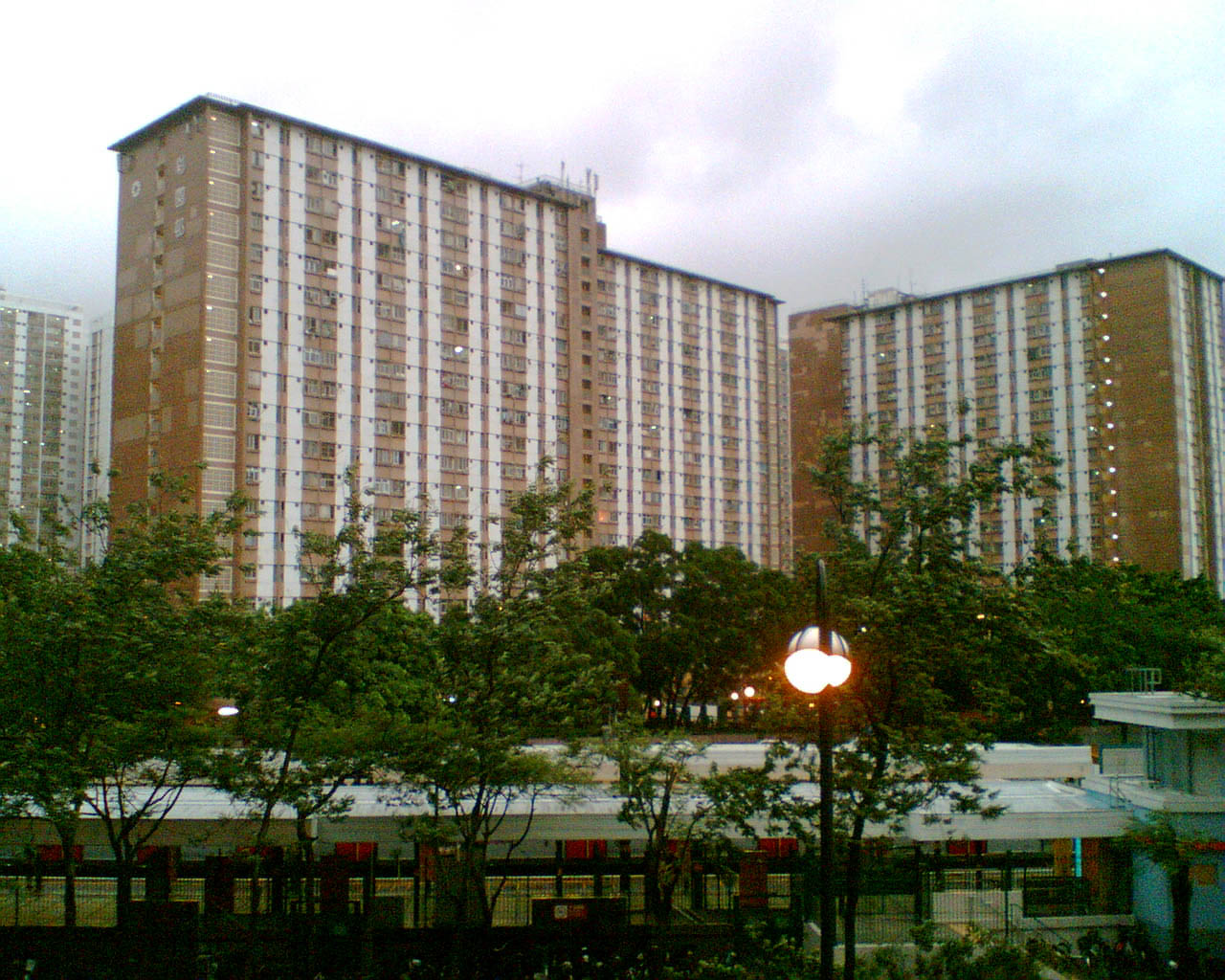
彩園邨長型，全部採用23平方米單位設計
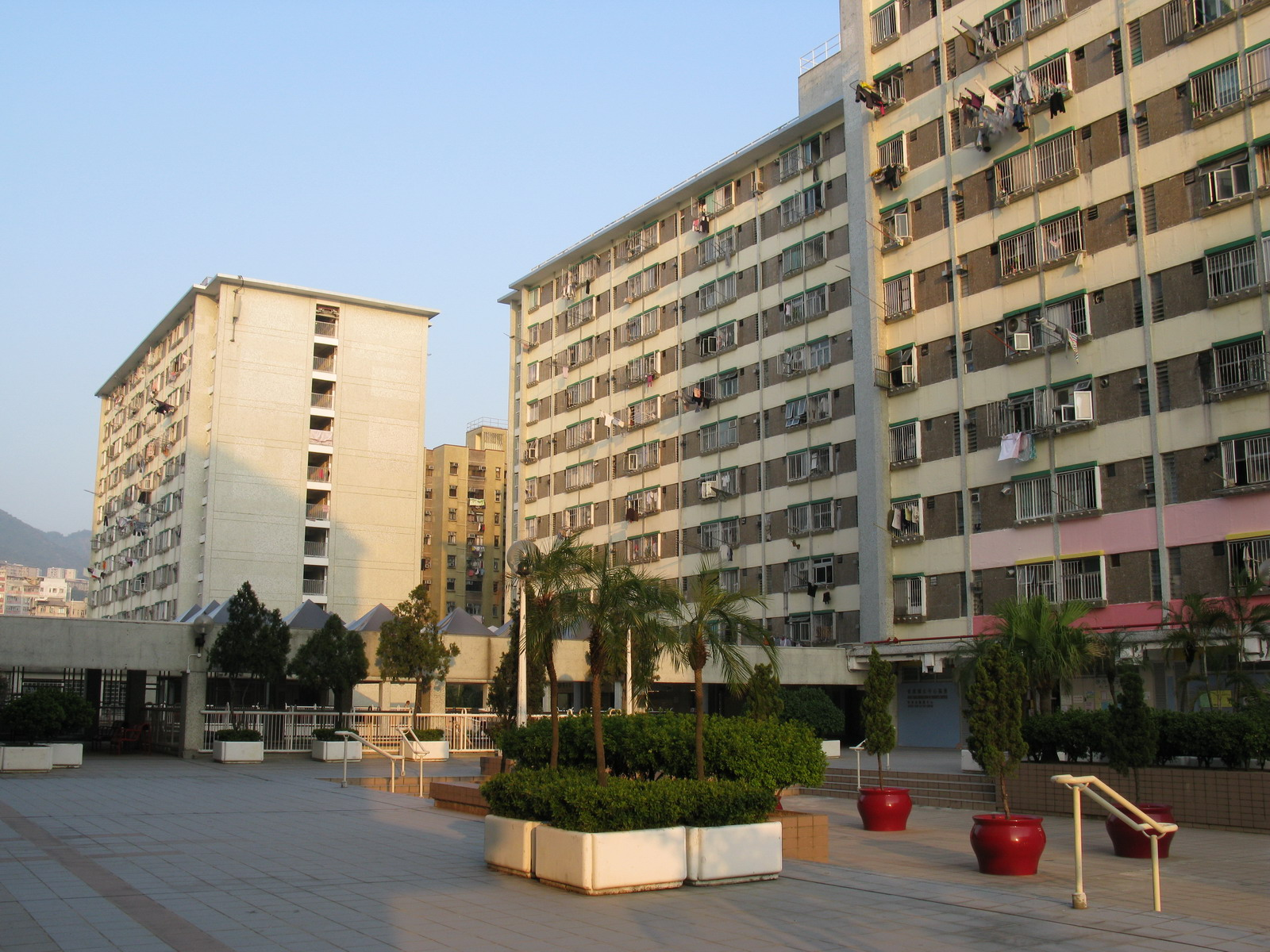
麗閣邨麗荷樓（圖左）及麗蘭樓（圖中、右），採用23平方米單位設計
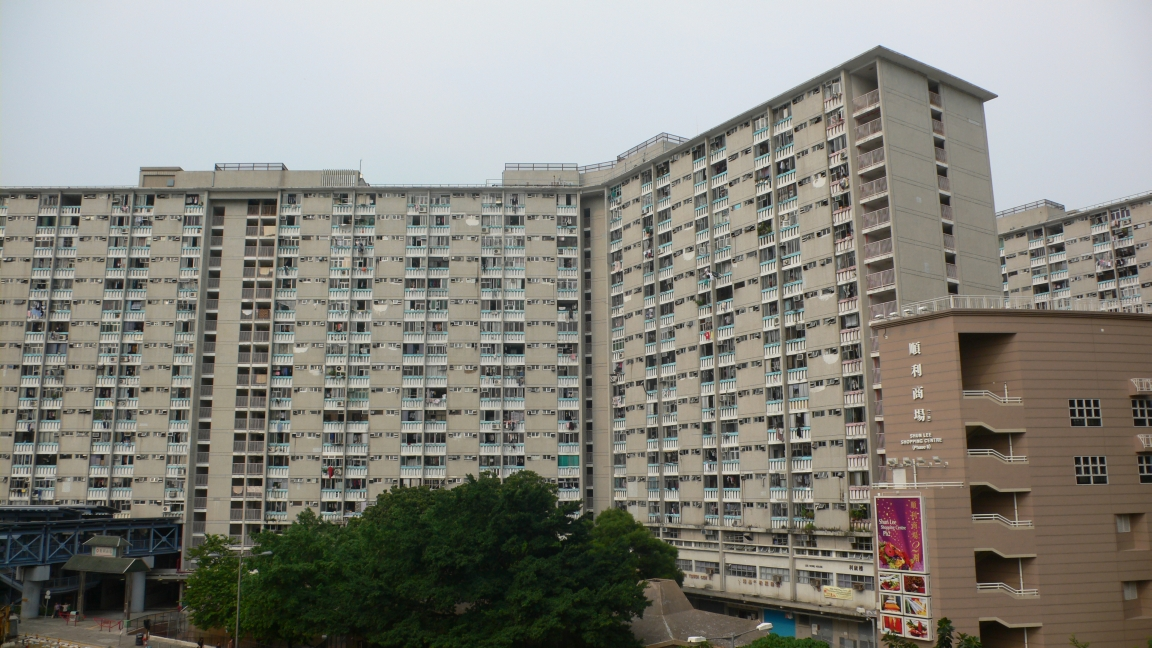
順利邨長型，全部採用27平方米單位設計
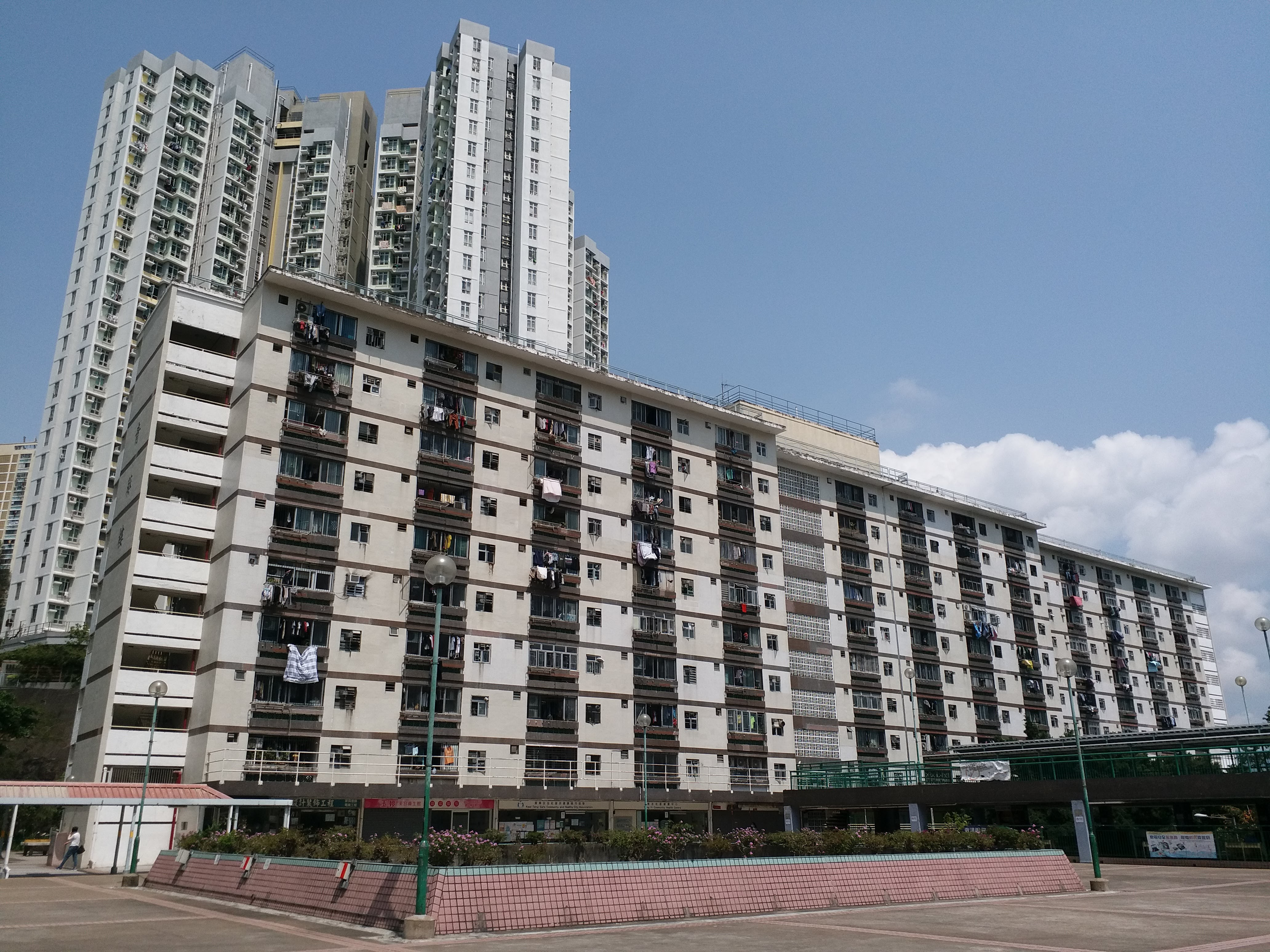
長青邨青葵樓，採用54平方米單位設計
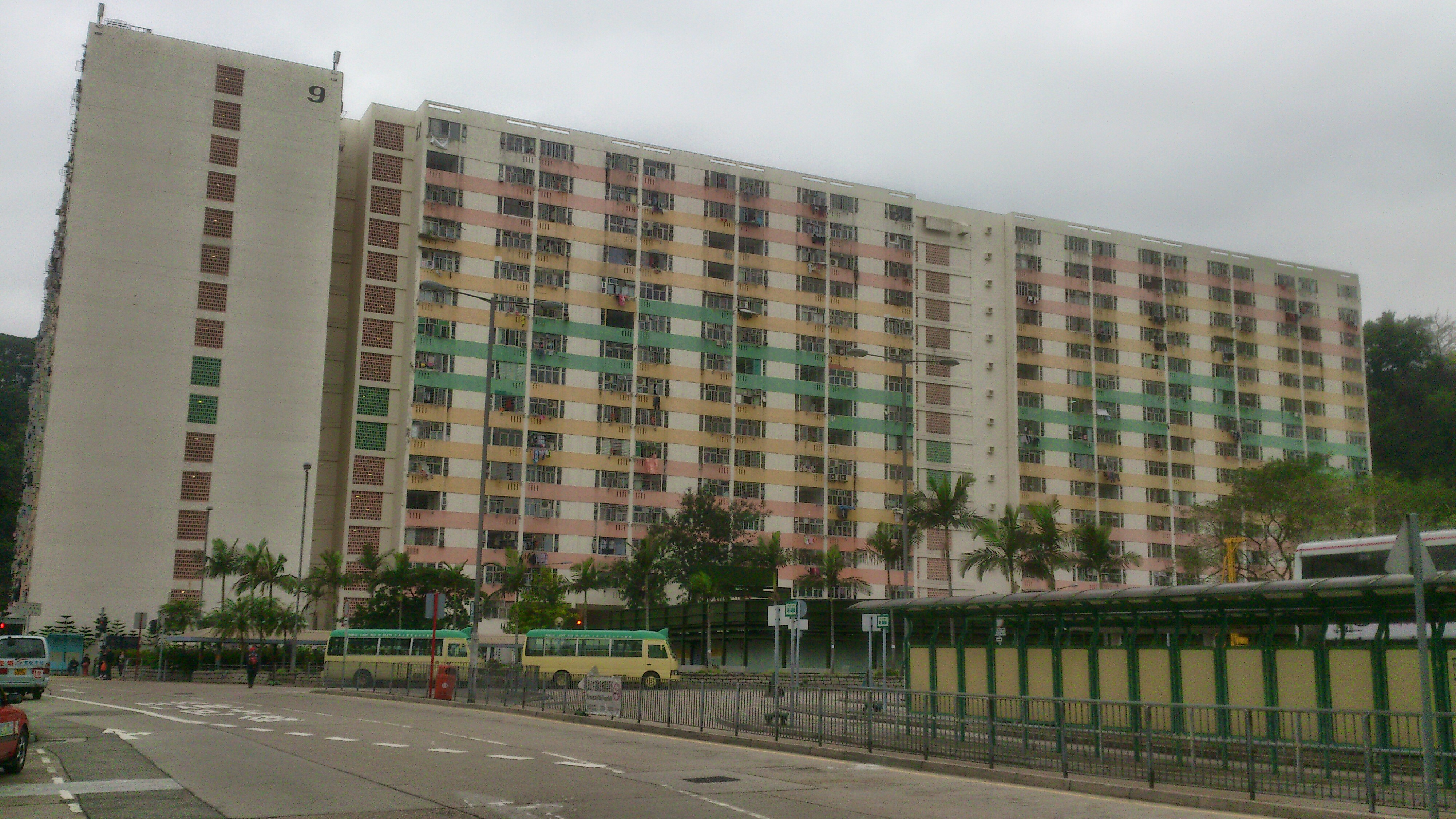
白田邨第9座及第11座，為標準的「第七型徙置大廈」，可見第9座兩邊單位深度有分別及第11座的翼尾樓梯設計

## 擁有舊長型大廈的公共屋邨
| 所屬地區 | 屋邨名稱         | 型號（數量） | 型號（數量） | 型號（數量） | 型號（數量） | 落成年份                 |
| -------- | ---------------- | ------------ | ------------ | ------------ | ------------ | ------------------------ |
| 所屬地區 | 屋邨名稱         | 第1款設計    | 第2款設計    | 第3款設計    | 第4款設計    | 落成年份                 |
| 中西區   | 西環邨#          | 5            | -            | -            | -            | 1958年                   |
| 東區     | 北角邨（已拆）   | 3            | -            | -            | -            | 1957年-1958年            |
| 東區     | 興華（二）邨     | 7            | -            | -            | -            | 1976年                   |
| 東區     | 環翠邨           | -            | 1            | 1*           | -            | 1979，1983年             |
| 東區     | 漁灣邨           | 4            | -            | -            | -            | 1977-1978年              |
| 東區     | 模範邨           | -            | 6            | -            | -            | 1951年                   |
| 南區     | 鴨脷洲邨         | -            | 3            | -            | -            | 1980-1981年              |
| 南區     | 華富（一）邨#    | 12           | -            | -            | -            | 1967-1969年              |
| 深水埗區 | 澤安邨           | -            | 2            | 1            | -            | 1983年                   |
| 深水埗區 | 麗閣邨           | -            | 5            | -            | -            | 1981年                   |
| 深水埗區 | 李鄭屋邨         | -            | 2            | -            | -            | 1984年                   |
| 深水埗區 | 南山邨           | -            | 8            | -            | -            | 1977年-1979年            |
| 深水埗區 | 白田邨（已拆）   | 8            | -            | -            | -            | 1975年，1979年           |
| 深水埗區 | 石硤尾邨         | 6            | 3            | -            | -            | 1979年，1982年，1983年   |
| 深水埗區 | 大坑東邨         | -            | 1            | -            | -            | 1983年                   |
| 九龍城區 | 馬頭圍邨#        | 5            | -            | -            | -            | 1962年，1965年           |
| 九龍城區 | 愛民邨           | -            | 7            | -            | -            | 1974-1975年              |
| 黃大仙區 | 彩虹邨#          | 10           | -            | -            | -            | 1962-1964年              |
| 黃大仙區 | 彩雲（一）邨     | -            | 1            | -            | -            | 1980年                   |
| 黃大仙區 | 竹園南邨         | -            | 3            | -            | -            | 1985-1986年              |
| 黃大仙區 | 東頭（二）邨     | -            | 1            | -            | -            | 1981年                   |
| 黃大仙區 | 黃大仙下（二）邨 | -            | 2            | -            | -            | 1983年                   |
| 黃大仙區 | 富山邨           | -            | 3            | -            | -            | 1978年                   |
| 黃大仙區 | 樂富邨           | -            | -            | -            | 6            | 1984-1985年              |
| 黃大仙區 | 美東邨（已拆）   | 1            | 1            | -            | -            | 1974年，1983年           |
| 觀塘區   | 樂華（南）邨     | -            | 2            | -            | -            | 1982年                   |
| 觀塘區   | 翠屏（北）邨     | -            | 2            | -            | -            | 1981年，1987年           |
| 觀塘區   | 啟業邨           | -            | 3            | -            | -            | 1981年                   |
| 觀塘區   | 坪石邨           | 2            | -            | -            | -            | 1970年                   |
| 觀塘區   | 順利邨           | -            | 4            | -            | -            | 1980年                   |
| 觀塘區   | 順天邨           | -            | 2            | -            | -            | 1981年                   |
| 觀塘區   | 順安邨           | 2            | -            | -            | -            | 1980年                   |
| 觀塘區   | 和樂邨           | 11           | -            | -            | -            | 1962-1963年，1965-1966年 |
| 沙田區   | 美林邨           | -            | 1            | -            | -            | 1981年                   |
| 沙田區   | 秦石邨           | -            | 1            | -            | -            | 1984年                   |
| 沙田區   | 瀝源邨           | 7            | -            | -            | -            | 1975年                   |
| 沙田區   | 博康邨           | -            | 1*           | -            | -            | 1982年                   |
| 沙田區   | 隆亨邨           | -            | 1            | -            | -            | 1983年                   |
| 沙田區   | 沙角邨           | -            | 5            | -            | -            | 1980年，1982年           |
| 沙田區   | 新翠邨           | -            | 2            | -            | -            | 1983-1984年              |
| 沙田區   | 新田圍邨         | -            | 1*           | -            | -            | 1982年                   |
| 沙田區   | 禾輋邨           | -            | 3            | -            | -            | 1977-1978年              |
| 大埔區   | 廣福邨           | -            | 1            | 1            | -            | 1983年                   |
| 大埔區   | 大元邨           | -            | 3            | -            | -            | 1980-1981年              |
| 北區     | 彩園邨           | -            | 4            | -            | -            | 1982年                   |
| 北區     | 祥華邨           | 2            | -            | -            | -            | 1984年                   |
| 葵青區   | 長康邨           | -            | 3            | -            | -            | 1980年，1982年           |
| 葵青區   | 長青邨           | -            | 2            | -            | -            | 1977年，1983年           |
| 葵青區   | 葵盛西邨         | 10           | -            | -            | -            | 1975-1977年              |
| 葵青區   | 荔景邨           | 7            | -            | -            | -            | 1975-1976年              |
| 葵青區   | 麗瑤邨           | -            | 1            | -            | -            | 1977年                   |
| 葵青區   | 石籬邨           | -            | 2            | -            | -            | 1985年                   |
| 葵青區   | 大窩口邨         | -            | 3            | -            | -            | 1979年-1980年，1984年    |
| 荃灣區   | 象山邨           | 1            | -            | -            | -            | 1979年                   |
| 荃灣區   | 福來邨           | 9            | -            | -            | -            | 1963-1964年，1967年      |
| 荃灣區   | 梨木樹（二）邨   | 6            | 3            | -            | -            | 1975年，1980年           |
| 荃灣區   | 石圍角邨         | -            | 3            | -            | -            | 1982年                   |
| 屯門區   | 山景邨           | -            | 1            | -            | -            | 1983年                   |
| 屯門區   | 友愛邨           | -            | 2            | -            | -            | 1980-1981年              |
| 屯門區   | 安定邨           | -            | 3            | -            | -            | 1981年                   |
| 屯門區   | 三聖邨           | -            | 2            | -            | -            | 1980年                   |
| 屯門區   | 大興邨           | 1            | -            | -            | -            | 1978年                   |
| 元朗區   | 水邊圍邨         | -            | 3            | -            | -            | 1981年                   |
| 合計     | 合計             | 73+41-5=104  | 120-1=119    | 3            | 6            | 總數：234                |

註：有*號表示每座各有獨立樓宇命名。
- 斜體字顯示的屋邨名稱已納入租者置其屋計劃的屋邨
- #顯示的屋邨將會重建